# Microrégion de Pires do Rio
La microrégion de Pires do Rio est l'une des six microrégions qui subdivisent le sud de l'État de Goiás au Brésil.
Elle comporte 10 municipalités qui regroupaient 94 452 habitants en 2006 pour une superficie totale de 9 418 km2.

## Municipalités[1]
- Cristianópolis
- Gameleira de Goiás
- Orizona
- Palmelo
- Pires do Rio
- Santa Cruz de Goiás
- São Miguel do Passa Quatro
- Silvânia
- Urutaí
- Vianópolis